# Jean-Pierre Genet
Jean-Pierre Genet (Brest, 24 de outubro de 1940 — Loctudy, 15 de março de 2005) foi um ciclista profissional francês. Ele terminou em último lugar no Tour de France 1967.